# Дауса (округ)
Дауса (англ. Dausa) — самый маленький по площади округ в индийском штате Раджастхан, входит в историческую область Дхундхар. Округ образован 10 апреля 1991 года. Административный центр — город Дауса. Согласно всеиндийской переписи 2001 года население округа составляло 1 317 063 человека. Уровень грамотности взрослого населения составлял 62,75 %, что немного выше среднеиндийского уровня (59,5 %).